# South Park (Los Angeles)
South Park è un distretto della Downtown di Los Angeles che si trova attorno al parco denominato South Park vicino all'intersezione con la 51-esima strada ed Avalon Boulevard nel South Los Angeles.
Oggi a seguito della riqualificazione e del processo di Gentrificazione, il nome è stato cooptato e si riferisce ad una zona nella parte a sud della Downtown di Los Angeles.
Il nuovo distretto di South Park è il sito dove sorgono il Los Angeles Convention Center, lo Staples Center, il L.A. Live ed il Fashion Institute of Design & Merchandising (FIDM). Dopo 57 anni di assenza la catena di supermarket Ralphs ha riaperto nel quartiere all'inizio dell'estate del 2012.